# Копальня Дукм (доломітова)
Копальня Дукм (доломітова) – гірничовидобувне підприємство на сході Оману.
В 2010-х роках на східному узбережжі Оману почали розвитку порту та індустріальної зони Дукм. Одним з основних напрямів діяльності при цьому є видобуток нерудних корисних копалин, зокрема, компанія Duqm Crushers ввела в дію доломітовий кар’єр, що лежить за три десятки кілометрів на північ від порту. Цей майданчик має потужність на рівні 1 тисяча тон на годину та продукує як доломіт високої якості для використання у металургії, так і продукцію для будівельної галузі.
Вивіз продукції здійснюється через порт Дукм, що в лютому 2016-го відправив перше судно, завантажене доломітом.
Запаси проекту оцінюються у 300 млн тон.
Al Duqm Crushers створили шейх Фейсал бін Нассер Сад Ал-Джунайбі (Faisal bin Nasser bin Sa’d Al Junaiby) та кіпрська компанія Latomia Pharmakas Group.